# Rubén Ruiz Díaz
Rubén Martín Ruiz Díaz Romero (nacido el 11 de noviembre de 1969 en Asunción, Paraguay) es un exfutbolista paraguayo. Jugaba de guardameta y su primer club fue Rubio Ñu. Actualmente se desempeña como dirigente de fútbol, ejerciendo el cargo de presidente en el Rubio Ñu, acompañado del gerenciamiento del también exfutbolista paraguayo Carlos Alberto Gamarra. Ganó el título de la Recopa de la Concacaf con Monterrey en 1993. Apodado La Bomba.

## Trayectoria

### Como jugador
Comenzó su carrera en 1985 jugando para el Rubio Ñu. Jugó para el club hasta 1989. En ese año se fue a la Argentina para jugar en Talleres de Córdoba. Estuvo en ese equipo hasta 1990. En ese año se pasó a San Lorenzo de Almagro donde a pesar de jugar solo un año se ganó el cariño de la gente que lo recibía cantando "y ya lo ve es el hermano de Chilavert". En 1992 se fue a México para jugar en el Monterrey, en donde sus grandes cualidades le valieron ser reconocido como uno de los mejores en la historia del Fútbol Mexicano. Con el Monterrey se convirtió en un ícono del equipo y uno de los mayores ídolos en la historia del equipo regiomontano. Con los Rayados jugó hasta el año 1998. En 1999 se pasó al Puebla FC. En ese año regresó a la Argentina para jugar en Estudiantes de La Plata. En 2000 regresó a Talleres de Córdoba, jugando en ese club hasta el año 2002. En 2003 regresó a México para jugar en el Zacatepec. En 2004 se pasó al Necaxa, en donde se retiró en 2005.

### Como dirigente
Una vez alejado de la actividad deportiva comienza a colaborar activamente con el club en el cual se inició y se hizo hincha desde chico, el Rubio Ñu. En el 2008 llegó a la presidencia de la entidad acompañado de dos compañeros que le dio el fútbol: Carlos Alberto Gamarra como gerenciador y Francisco Javier Arce Rolón como DT. Entre sus principales objetivos estaba el de regresar a Rubio Ñu a la primera división, meta a la que llegó rápidamente, ya que al año de asumir el cargo se coronó como campeón de la División Intermedia. Otros logros obtenidos como el mandamás del coloso del Barrio Santísima Trinidad fueron: consolidar a la institución en la Primera División de Paraguay, obtener una base sólida en las divisiones formativas (resultado que se puede ver en las últimas convocatorias de las selecciones juveniles de Paraguay), y la remodelación, ampliación e iluminación en el Estadio La Arboleda y sede social del club.
En el 2012 fue reelecto en el cargo extendiendo su mandato hasta el 2014.

## Selección nacional
Ha sido internacional con la Selección de fútbol de Paraguay desde 1989 hasta 1998. 
Campeón del Preolímpico Paraguay 1992 con la selección sub-23. Disputó los Juegos Olímpicos Barcelona 1992.
Fue parte del plantel de la "Albirroja" en la Copa Mundial de Fútbol de 1998, realizada en Francia.

## Clubes
| Club                    | País      | Año       |
| ----------------------- | --------- | --------- |
| Rubio Ñu                | Paraguay  | 1985-1989 |
| Talleres                | Argentina | 1989-1990 |
| San Lorenzo de Almagro  | Argentina | 1990-1991 |
| Monterrey               | México    | 1992-1998 |
| Puebla FC               | México    | 1999      |
| Estudiantes de La Plata | Argentina | 1999      |
| Talleres                | Argentina | 2000-2002 |
| Zacatepec               | México    | 2003      |
| Necaxa                  | México    | 2004-2005 |